# Simon Alfred Franz Emil von Oppenheim
Simon Alfred Franz Emil Freiherr von Oppenheim (geb. 26. Juni 1864 in Köln; gest. 15. Februar 1932 ebenda) war ein deutscher Bankier und Teilhaber des Kölner Bankhauses Sal. Oppenheim jr. & Cie.

## Leben
Simon Alfred war der einzige Sohn unter fünf Kindern des Bankiers Eduard von Oppenheim und seiner Frau Amalie Heuser.
1886 trat er in das damals von Eduard und Albert Oppenheim geführte Bankhaus ein, wurde 1893 Teilhaber und nach dem Tod seines Vaters 1913 Seniorchef der Bank. 1913 erwarb er gemeinsam mit Louis Hagen den Zeitungsverlag von August Scherl über den neu gegründeten „Deutschen Verlagsverein“, der dann 1916 an Alfred Hugenberg weiterveräußert wurde. Nach Kriegsdienst und einem schweren Autounfall kehrte Simon Alfred 1916 verwundet nach Köln zurück und übernahm als Aufsichtsratsmitglied einer Vielzahl von Firmen wieder die Leitung der Bank. 
Oppenheim engagierte sich auch im kolonialen Kontext. Er war im Aufsichts- oder Verwaltungsrat der Deutschen Kolonialgesellschaft für Südwestafrika, der Deutsch-Ostafrikanischen Bank, der Deutsch-Ostafrikanischen Gesellschaft, der Neu-Guinea-Kompagnie, der Deutsch-Asiatischen Bank, der Shantung-Bergbau-Gesellschaft und der Shantung-Eisenbahn-Gesellschaft. Außerdem war er Mitgründer und Vorsitzender der Rheinischen Handei-Plantagen-Gesellschaft.
In wirtschaftlich schwierigen Zeiten konnte er durch Kooperationen mit dem Bankhaus A. Levy und Robert Pferdemenges das Bankhaus „vergleichsweise besser über die Krisen der Zeit“ bringen.
Die Heirat mit Florence Mathews Hutchins (1868–1935) brachte vier Kinder hervor:
- Eberhard von Oppenheim (1890–1962)
- Harold von Oppenheim (1892–1961)
- Waldemar von Oppenheim (1894–1952)
- Friedrich Carl von Oppenheim (1900–1978)

Er starb 67-jährig am 15. Februar 1932 in Köln.